# Norantea guianensis
Norantea guianensis är en tvåhjärtbladig växtart som beskrevs av Jean Baptiste Christophe Fusée Aublet. Norantea guianensis ingår i släktet Norantea och familjen Marcgraviaceae.

## Underarter
Arten delas in i följande underarter:
- N. g. goyazensis
- N. g. japurensis

## Bildgalleri

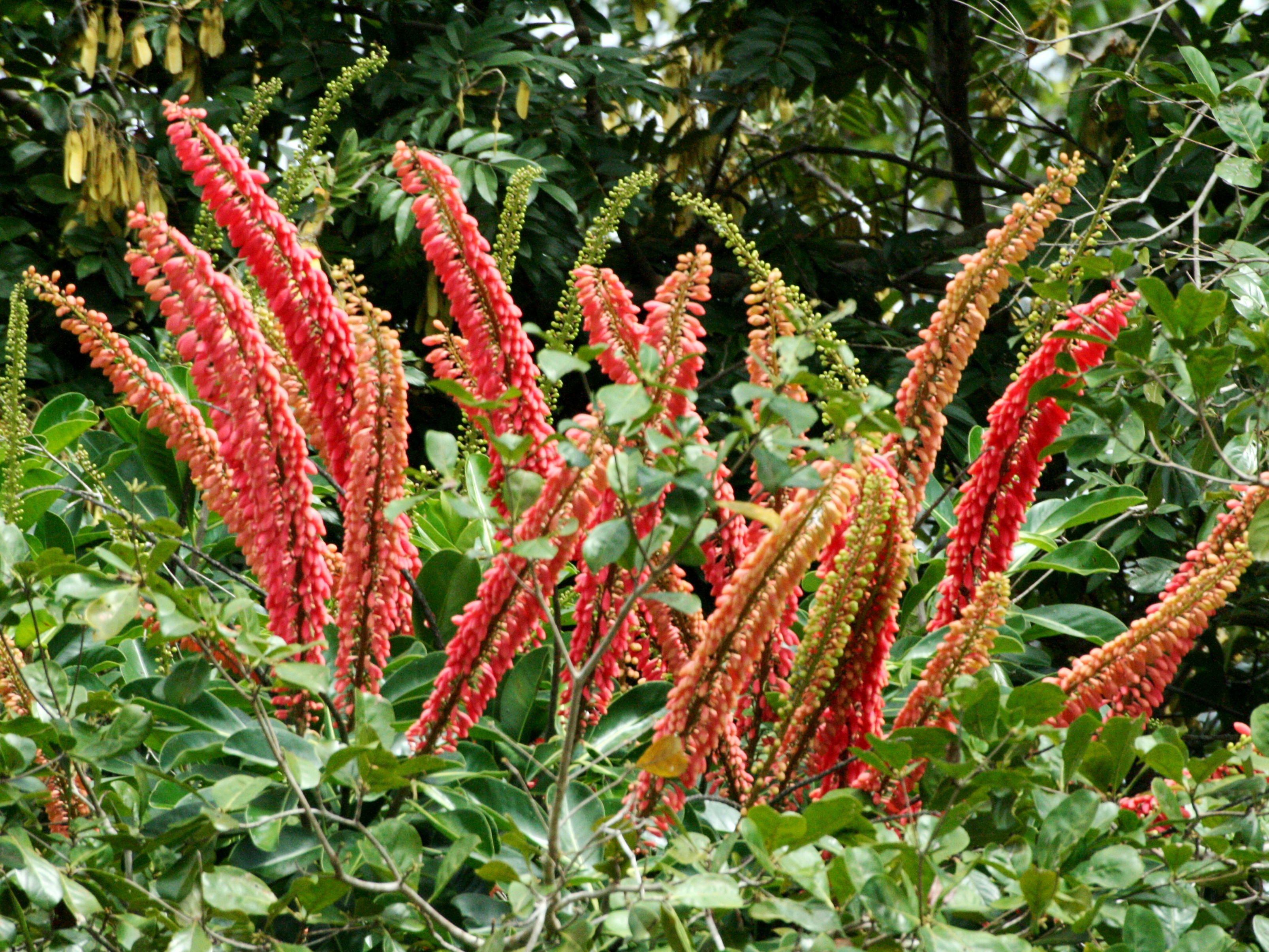
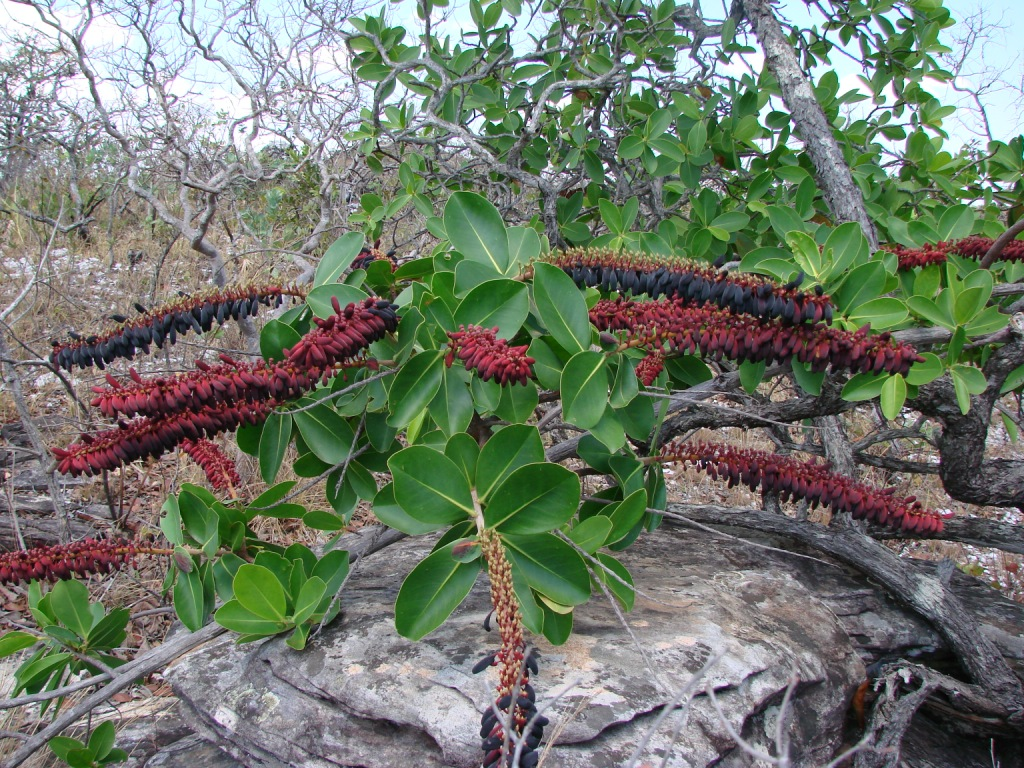
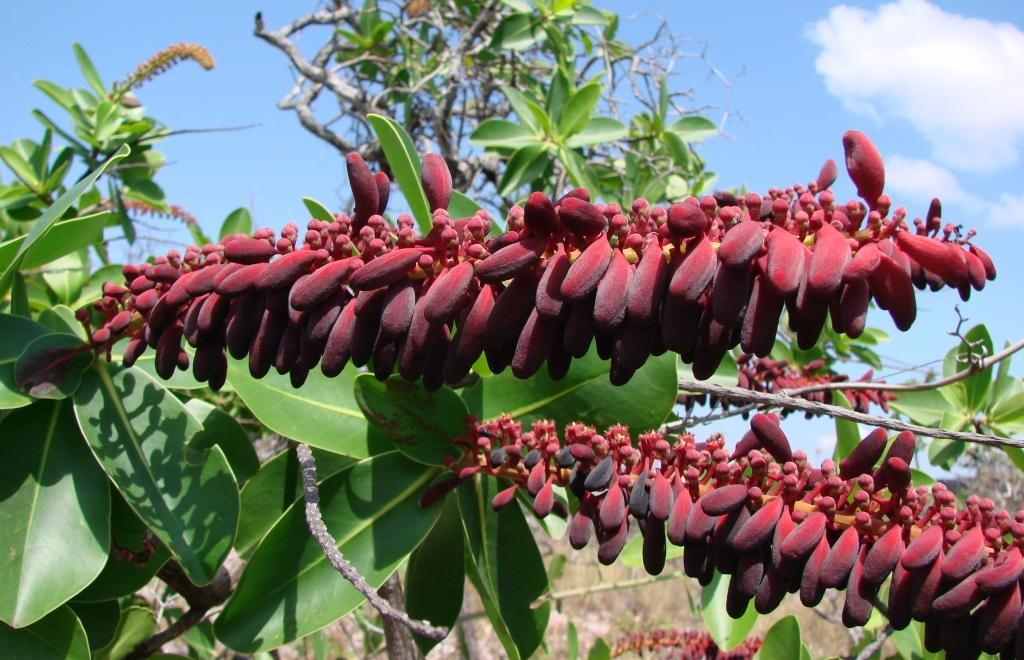